# التهاب المشيمية في العين
التهاب المشيمية في العين (Choroiditis) في العين وهو حالة تكون فيها مشيمية العين ملتهبة.
عندما يوجد بالاشتراك مع التهاب الشبكية (التهاب شبكية العين)، تعرف الحالة كالتهاب المشيمية والشبكية.
والمشيمية هي جزء من العنبية، ويمكن اعتبار التهاب المشيمية في العين نوع من التهاب العنبية. ومع ذلك، فإن شبكية العين ليست جزءاً من العنبية.